# The Carrie Diaries
The Carrie Diaries è una serie televisiva statunitense prodotta dal 2013 al 2014 per due stagioni e trasmessa dal canale The CW.
I produttori hanno specificato che il telefilm non è un prequel diretto della serie televisiva della HBO Sex and the City, ma un adattamento dell'omonimo romanzo di Candace Bushnell, in Italia pubblicato con il titolo Il diario di Carrie, che narra degli avvenimenti di una giovane Carrie Bradshaw.
La serie è andata in onda in Italia dal 20 giugno 2013 al 24 novembre 2014, in prima visione, su Mya (prima stagione) e Fox Life (seconda stagione). In chiaro la serie viene trasmessa a partire dal 22 gennaio 2015 su La5.

## Trama
1984: Carrie Bradshaw è una liceale e aspirante scrittrice che, orfana di madre, vive con il padre e la sorella minore Dorrit. Sognando di andare a vivere New York, fa i conti con la recente scomparsa della madre a causa di cancro, così il padre per risollevarla di morale, le procura un impiego come stagista in uno studio legale di Manhattan. Al liceo, intanto, inizia una relazione sentimentale con Sebastian Kydd, cosa che contribuisce a formare un rapporto molto conflittuale con la ragazza più popolare della scuola, Donna LaDonna. La cerchia degli amici di Carrie si completa poi con la insicura Maggie, la sensibile Jill (detta Mouse) e Walt, ragazzo in conflitto con la sua natura omosessuale che tiene segreta a tutti. A New York infine Carrie conosce Larissa Loughlin, una donna alla moda che diventa una sorta di mentore per la ragazza che inizia così il suo penultimo anno di scuole superiori divisa tra le ordinarie faccende scolastiche e i suoi primi approcci con la Grande Mela.
Diverso per alcuni punti di vista da 'Sex and the City', in cui Carrie, in una puntata, confessa al direttore di Vogue che è il padre ad aver abbandonato lei e la madre quando lei aveva 5 anni, mentre in 'The Carrie's Diaries' è morta la madre.

## Episodi
| Stagione         | Episodi | Prima TV USA | Prima TV Italia |
| ---------------- | ------- | ------------ | --------------- |
| Prima stagione   | 13      | 2013         | 2013            |
| Seconda stagione | 13      | 2013-2014    | 2014            |

## Personaggi e interpreti

### Personaggi principali
- Carrie Bradshaw (stagioni 1-2), interpretata da AnnaSophia Robb e doppiata da Letizia Ciampa.
Protagonista della serie, è un'intelligente, spiritosa ed ingenua liceale che aspira a diventare scrittrice e trasferirsi a New York.
- Sebastian Kydd (stagioni 1-2), interpretato da Austin Butler e doppiato da Andrea Mete.
È un compagno di scuola nonché primo amore di Carrie.
- Jill Chen (stagioni 1-2), interpretata da Ellen Wong e doppiata da Joy Saltarelli.
Conosciuta anche come "Mouse", Jill è la migliore amica di Carrie.
- Maggie Landers (stagioni 1-2), interpretata da Katie Findlay e doppiata da Erica Necci.
È un'amica di Carrie che soffre di bassa autostima.
- Dorrit Bradshaw (stagioni 1-2), interpretata da Stefania Owen e doppiata da Lucrezia Marricchi.
È la sorella minore di Carrie, schietta, cinica e ribelle.
- Walter "Walt" Reynolds (stagioni 1-2), interpretato da Brendan Dooling e doppiato da Flavio Aquilone.
È un amico di Carrie, ex fidanzato di Maggie, che scopre di essere gay.
- Donna LaDonna (stagioni 1-2), interpretata da Chloe Bridges e doppiata da Chiara Gioncardi.
Aspirante modella, è la ragazza più popolare della scuola di Carrie, con la quale sarà prima in rapporti conflittuali per poi diventare sua amica.
- Larissa Loughligh (stagioni 1-2), interpretata da Freema Agyeman e doppiata da Myriam Catania.
È l'editrice della rivista di moda Interview che fa da mentore a Carrie.
- Tom Bradshaw (stagioni 1-2), interpretato da Matt Letscher e doppiato da Vittorio Guerrieri.
È il padre di Carrie e Dorrit.
- Samantha Jones (stagione 2), interpretata da Lindsey Gort e doppiata da Alessia Amendola.
È la sfacciata ed esuberante cugina di Donna, con cui Carrie stringe amicizia. Fa parte della scena musicale di Manhattan.

### Personaggi secondari
- Simon Byrnes (stagioni 1-2), interpretato da Josh Salatin.
È un ex poliziotto locale ed ex compagno sessuale occasionale di Maggie. Maggie è rimasta incinta del figlio di Simon ma l'ha perso in seguito ad alcune complicazioni. Viene licenziato dal padre di Maggie quando scopre quanto accaduto tra lui e la figlia.
- Bennett Wilcox (Stagioni 1-2), interpretato da Jake Robinson.
È un giovane ragazzo gay che lavora per Interwiew Magazine. Inizialmente Carrie è interessata a lui ma scopre che è gay durante una festa di Halloween. Aiuterà Walt a comprendere di essere gay e poi i due si fidanzeranno; la loro relazione però verrà temporaneamente interrotta quando
- Harlan Silver (Stagioni 1-2), interpretato da Scott Cohen e doppiato da Pasquale Anselmo.
 È un amico di Tom che lo incoraggia ad iniziare una nuova relazione. È anche il fidanzato di Larissa.
- George Silver (Stagione 1), interpretato da Richard Kohnke e doppiato da Marco Vivio.
 È il figlio di Harlan Silver e amico di gioventù di Carrie. I due iniziano una breve relazione ma quando George iniziò a fare pressioni alla ragazza per fare sesso, i due si sono lasciati.
- Deb (Stagioni 1-2), interpretata da Nadia Dajani e doppiata da Laura Boccanera.
 È l'ex fidanzata di Tom. I due si sono incontrati ad un corso di yoga ed hanno iniziato una relazione.
- Thomas West (Stagioni 1-2), interpretato da R.J. Brown e doppiato da Alessandro Ward.
 È il rivale accademico di Mouse e suo ex fidanzato. I due si sono lasciati dopo che West ha spiegato che era stanco di competere con Mouse dopo che lei era stata accettata ad Harvard.
- Le Jens (Stagioni 1-2), interpretate da Whitney Vance e Alexandra Miller.
 Sono le due serve di Donna LaDonna. La seguono in continuazione facendo qualsiasi cosa il loro capo ordina.
- Miller Kemp (Stagioni 1-2), interpretato da Evan Crooks e doppiato da Manuel Meli.
 È l'ex fidanzato di Dorrit che lavora presso un negozio di dischi. I due si sono conosciuto quando lui ha sorpreso la ragazza mentre rubava un disco da regalare a Carrie per il suo compleanno. Miller è stato il primo ragazzo con cui Dorrit ha fatto sesso.
- Adam Weaver (Stagione 2), interpretato da Chris Wood e doppiato da Marco Vivio.
 È uno scrittore che Carrie conosce mentre cerca di fare un'intervista per la rivista. I due inizieranno una breve relazione e sarà con lui che Carrie perderà la verginità.
- Scott (Stagione 2), interpretato da Giullian Yao Gioiello.
 È l'amico di Dorrit che in seguito diventerà il suo fidanzato. Si incontrano alla festa di Bradshaw.

## Produzione
Nel settembre 2011 venne ufficialmente annunciato che il network The CW aveva dato il via libera alla stesura di una sceneggiatura per un eventuale episodio pilota ispirato al romanzo del 2010 Il diario di Carrie (The Carrie Diaries). L'adattamento televisivo venne quindi affidato a Amy B. Harris, già autrice di Sex and the City. Come produttori esecutivi vennero invece designati Josh Schwartz, Len Goldstein, Stephanie Savage e la stessa autrice del romanzo Candace Bushnell.
La produzione del pilot venne confermata il 18 gennaio 2012, mentre il seguente 11 maggio la rete statunitense approvò la produzione di una prima stagione completa, destinata ad essere trasmessa in midseason dal 14 gennaio 2013. A fine ottobre 2012 venne diffuso online il primo trailer della serie I'8 maggio 2014 il network The CW ha cancellato la serie al termine della seconda stagione.

## Differenze dal romanzo
- Nel romanzo Carrie e Sebastian si conoscevano da bambini mentre nella serie si sono conosciuti in piscina durante l'estate precedente al ritorno a scuola.
- Nel romanzo Sebastian Kydd è descritto come un ragazzo dai capelli schiariti dal sole e dall'acqua di mare, con occhi color nocciola e il naso è un po' storto. Nella serie, invece, ha occhi azzurri e il naso normale.
- Nel romanzo Carrie ha due sorelle, Dorrit e Missy mentre nella serie ne ha una sola, Dorrit.
- Nel romanzo Dorrit ha quasi tredici anni mentre nella serie ne ha quattordici.
- Nel romanzo il padre di Carrie è uno scienziato mentre nella serie è un avvocato.
- Nel romanzo Carrie non fa nessuno stage a New York, ma riesce ad essere ammessa ad un corso di scrittura che farà solo dopo la fine del Liceo, faticando a convincere il padre.
- Nel romanzo "Mouse" (soprannominata "Topo" nella versione in italiano) si chiama Roberta e non Jill.

## Doppiaggio italiano
L'edizione italiana è curata da Paola Curcio per Mediaset. Il doppiaggio è stato eseguito da E.T.S. European Television Service, sotto la direzione di Barbara Castracane.

## Riconoscimenti
- 2013 - Teen Choice Awards
  - Nomination Choice TV: Breakout a AnnaSophia Robb
  - Nomination Choice TV Breakout Show

- 2014 - Young Artist Awards
  - Nomination Miglior performance in una serie televisiva - Giovane attore ricorrente di anni 17-21 a Evan Crooks

- 2014 - Dorian Awards
  - Nomination Serie, miniserie, film tv o altra trasmissione più sottovalutata dell'anno